# Xanthosoma tarapotense
Xanthosoma tarapotense är en kallaväxtart som beskrevs av Adolf Engler. Xanthosoma tarapotense ingår i släktet Xanthosoma och familjen kallaväxter.
Artens utbredningsområde är Peru. Inga underarter finns listade.